# انتخابات الرئاسة الأمريكية 1888
الانتخابات الرئاسية الأمريكية 1888 هي الانتخابات الرئاسية الأمريكية التي جرت في 6 نوفمبر 1888، لانتخاب رئيس الولايات المتحدة، فاز بالانتخابات بنجامين هاريسون.

## المرشحين
| المرشح          | الحزب | عدد الأصوات |
| --------------- | ----- | ----------- |
| بنجامين هاريسون |       |             |
| جروفر كليفلاند  |       |             |